# ゼウスの血
『ゼウスの血』（ゼウスのち、原題：Blood of Zeus あるいは Gods & Heroes）は、2020年10月27日にNetflixにて配信されたオリジナルアニメシリーズ。
本作ではギリシア神話の世界を舞台としたアニメ作品である。『悪魔城ドラキュラ -キャッスルヴァニア-』や『セイス・マノス』を手掛けたパワーハウス・アニメーション・スタジオ・同友アニメーションとともにアニメーション制作を担当している。

## 登場人物

### 人間
ヘロン
声：デレク・フィリップス / 高橋英則
半神半人。古代ギリシャの平民で、ゼウスとエレクトラの子。
アレクシア
声：ジェシカ・ヘンウィック / 佐古真弓
アマゾン族の女執政官。
エレクトラ
声：メイミー・ガマー / 宮本茉奈
ヘロンとセラフィムの母親。コルキス王の妻として王宮で暮らしていたが、ゼウスによって見初められてしまう。日頃からコルキス王に乱雑に扱われていたが、コルキス王に化けたゼウスに愛を持って接せられた為、乱暴な時の王と優しい時の王との違いに苦しめられる。ゼウスが正体を明かした後は彼を心から愛していることを自覚する。アポロンによってゼウスの子供を妊娠したことを知り、ゼウスに祈りを捧げるがその姿をヘラに見られてしまう。後に双子を出産するが、予知夢によって狂った王にヘロンを殺害されそうになり、助けに来たゼウスと共に王宮から姿を消した。
エヴィオス
声：クリス・ディアマントポロス / 平林剛
奴隷。コフィに儲けさせると格闘大会に誘い、ギリシャ人が黒人に絶対賭けないことを利用し儲けていた。元々密売人であったため、船の操縦が得意。ギャグポジションでもあり、グリフォンに乗る時は1人だけ足で掴まれていた。密売人の時に犯した罪を償うため、ヘロンに協力する。しかし軽い性格であっさりと裏切る一面があり、悪魔たちに巨人の死体を売ったことが物語終盤サラッと語られる。手癖が悪くスリの技術を心得ている。また鞭の扱いに長けており、オリンポスの戦いにおいても神々の鞭で悪魔を引き裂く活躍を見せた。
コフィ
声：アデトクンボー・マコーマック / 小林達也
黒人の奴隷。格闘技チャンピオンで、3度の優勝経験がある。体の傷は格闘技でついたもの。打撃、投げ、組技を使い悪魔を撃退する実力者。エヴィオスとはいいコンビ。オリンポスの戦いにおいて、チャクラムを使用して戦った。
アラトス
声：フレッド・タタショア / 小林達也
コルキス王の弟でセラフィムの叔父。コルキス王の死後、王座に目が眩んでセラフィムを崖から突き落とした。悪魔になったセラフィムの復讐によって命を落とす。
アリアナ
声：メリーナ・カナカレデス / 小林さとみ
コルキス王に仕える侍女。叔父によって殺されそうになったセラフィムを助け、熊の助けを借りながら森でセラフィムを育てていた。しかし、叔父の息子達によって発見され、喉を切られ殺されてしまう。セラフィムを心から愛しており、父親は戦で死んだと伝えていた。

### 悪魔
セラフィム
声：エリアス・トゥフェキス / 加藤清司、羽田川紫衣那（少年セラフィム）
巨人族の死体を食べ生まれた悪魔の王。元はコルキス王とエレクトラの子で、ヘロンの同母異父の兄。巨人の死体を食したことで、驚異的な身体能力を手に入れる。翼を生やしライオンの頭とサソリの毒針をもつ怪物、マンティコラを相棒にしている。生まれながらにして父を失い、王座を狙った叔父アラトスの暴挙により崖から突き落とされる。アリアナの手によって助けられ逃亡し、森で野生児のように暮らしていく。叔父の息子たちにより囚われたアリアナを助けるため奮闘するが、あと一歩力及ばず目の前でアリアナを殺されてしまう。その戦いで自身も左目を失い、なんとか生き延びて復讐することを誓う。

### オリンポスの神々
ゼウス
声：ジェイソン・オマラ / 大塚明夫
オリンポスを統べる全知全能の神々の王。恋多き一面があり、彼の浮気から悲劇が生まれることが多々ある。雷霆を操る他、鷲に変身する能力を持つ。父親としては未熟者。エレクトラを見初めて、コルキス王に変身し、青い薔薇の花束を携え逢瀬を交わしていた。彼女に偽りのコルキス王だとバレた為、正体を現し愛を伝える。しかし、アポロンの警告によりその姿をヘラに見られたことを知る。すぐさまその場を立ち去りヘラのご機嫌を取りに行くがもう手遅れだった。その後、浮気を疑ったコルキス王がヘロンを殺害しようとしたため、神の姿で兵士を薙ぎ倒しエレクトラとヘロンを街まで運び、ヘラから隠すため街を暗雲で覆い尽くした。オリンポスの戦いにおいて、雷霆を使い巨人たちに大打撃を与えるがヘラによって瓦礫の中に埋められる。ヘラを説得するも失敗し、彼女の怒りの鉄槌を受ける。しかし巨人によってヘラが危機に陥った瞬間、再び立ち上がり彼女を助ける。その後、ヘラにウインクで合図をして最大級の雷霆と共に自爆した。
エリアス
エレクトラとヘロンに唯一優しくする老人。ヘロンの傷の手当をしたり食べ物がない時はウサギをくれたりしていた。ヘロンに山頂にあるアダマントの鉱石を取ってくるように言いつけ、それを使用して万物を切断する剣を作成した。その正体はヘロンの父ゼウスが人間に変身した姿。
ヘラ
声：クローディア・クリスチャン / 深見梨加
ゼウスの妻で、嫉妬深い性格の恐ろしい女神。ゼウスと結婚する前から、天の女帝として恐れられていた。浮気なゼウスを激しく恨み、陰からセラフィムを操って、タイタンの血によって生まれた巨人族を復活してゼウスを抹殺しようとした。カラスに変身して標的を陰で監視することができ、物体を動かす超能力を持つ。ゼウスとエレクトラの逢瀬に気が付き、激しい嫉妬に襲われる。オリンポスでの戦いにおいて、説得するゼウスを無視し、その力で追いつめたがあと一歩のところで巨人族に裏切られ殺されそうになる。そこからゼウスによって助けられたことで、彼への愛を思い出した。その一瞬の隙をつかれ、セラフィムによって片腕を切り落とされる。その後、カラスの群れに紛れてセラフィムの手から逃亡し行方知れずとなった。
ポセイドン
声：クリス・ディアマントポロス
ゼウスの弟で、海を支配する男神。法律に背いて好き放題するゼウスと敵対し、当初はヘラの味方をしていたものの、ヘラが巨人達に海を渡す約束をしたことで、最終的にはゼウス側に着いた。
ハデス
声：フレッド・タタショア / 拝真之介
ゼウスの兄で、冥界を支配する男神。中立を貫いているが、冥界は誰であっても受け入れるという考えから、ヘラと反旗を翻した神々を匿っていた。自身の意思で自在に操れる槍の本当の持ち主。死んだセラフィムの前に現れ、助ける代わりに条件を提示する。
アポロン
声：アダム・クロアズデル / 井川康平
ゼウスと妾の息子。太陽を司る男神であり、アルテミスとは兄弟神にあたる。炎の鬣を持つ馬2頭に引かせた戦車を操り、灼熱の火球を放つ能力がある。ゼウスとエレクトラの逢瀬をヘラが覗いていることに気が付き、鏡を通してゼウスに警告した。ヘロスのことを弟と呼び、ヘルメスに続いて彼を受けいれた。裏切り者のアレスがヘルメスを追いつめた時は、真っ先に助けに来たがアレスのハンマーによって戦車が壊され、海へと投げ捨てられる。その後、ポセイドンに助けられ最終決戦に参加する。戦準備をするヘロンにヘパイストスが作った金の弓矢を手渡した。オリンポスの戦いにおいて、自慢の戦車を操り多くの悪魔を葬り、ポセイドンが巨人に対して行った攻撃から仲間を非難させる活躍を見せる。しかし、最後は翼の巨人に吸い込まれ、羽の中に吸収され息絶えた。
ヘルメス
声：マシュー・マーサー / 井川康平
ゼウスと妾の息子。瞬足の男神であり、魂を冥界まで運ぶ役割を持つ。ゼウスにとても忠実な神で、彼の命でヘラを監視していた。ヘロンを兄弟として歓迎した最初の神。透明化する能力を持つ。また、多くの魔法の道具を有しており、劇中では有翼のサンダル「タラリア」、幅の広いつばの帽子「ペタソス」、死者の魂を吸い込むラッパ、金の腕輪などが登場している。浜辺に着いた足跡からヘラに居場所がバレ、アレスに半殺しに合うがアポロンの助けにより逃亡。ゼウスに危険を知らせようとしたが、一足早く到着していたヘルメスに化けたヘラによってゼウスが重傷を負ってしまう。オリンポスの戦いにおいて、瞬足を活かし悪魔たちを蹴散らし終盤ではアロスを巨人の一撃から救い出した。
ヘパイストス
声：ダニー・ジェイコブス / 小林達也
ゼウスとヘラの息子。鍛冶を司る男神で、機械や武器を作っている。オリンポスの神々から疎まれているため、自らが作った鍛錬用の戦士ロボットを貸したり、金の弓矢を渡したりと、同じく神々から嫌われているヘロンに対して協力的である。機械仕掛けのフクロウを連れている。
アレス
声：マット・ロー / 平林剛
ゼウスとヘラの息子。戦を司る軍神。ゼウスの身勝手な行動に、日頃から疑問を抱いていた。ゼウスがヘロンをオリュムポスに連れてきたことが決め手となり、ヘラに従いゼウスを裏切って反旗を翻す。劇中ではゼウスやポセイドンに次ぐ強さを持ち、その力はヘラの監視をしていたヘルメスに重症を負わせ、助けに入ってきたアポロンを返り討ちにする程だった（闘技場でも、ヘルメス、アポロンの2柱を同時に相手取り互角以上の戦いを繰り広げていた）。オリンポスの戦いにおいて、ヘラ陣営に付き神々を多く叩き潰していた。しかし、終盤で巨人族に裏切られ潰されそうになった所を、ヘルメスによって救い出される。
アテナ
声：セラ・エルマレ / 金田愛

モイライ
運命を司る三女神。「死者の地」に向かうアレクシア達を助けるようヘロンの運命を導く。
クロト
声：ジェニファー・ヘイル / 小林さとみ
アトロポス
声：ジェニファー・ヘイル / 羽田川紫衣那
ラケシス
声：ジェニファー・ヘイル

### 巨人族
サイクロプス
ギガントマキナにおいてオリンポスの神々に戦いを挑んだ12体の怪物。タイタンの血が海に注がれたことにより誕生した。その目的は、神々が治める世界を破壊すること。巨大な肉体と絶大な力を持ち、それぞれ異形の姿をしている。

### その他
ケイロン
声：デイヴィッド・ショーネシー / 拝真之介
ケンタウロスの村を治める賢者の王。かつてアレクシアの師でもあった。彼女に「役立つものは取り入れ、不要なものは捨てよ。そして自分だけの特別なものを付け加えよ」と教えた人物。自身の知恵を借りに来たアレクシアに、迷宮の謎が星図によって解読できることを教える。しかし、彼女よりもセラフィム達が早く到着し村人を人質に取られたため、アレクシアを捕らえることに手を貸す。その後、隙を見て写し取った迷宮の地図をアレクシアに渡し、死者の地まで案内した。穏やかな性格であり、争いごとを好まない。その性格故に結果としてアレクシアを裏切ってしまった。

## 日本語版制作スタッフ
シーズン1
- スタジオ：SDI Media
- 翻訳：田島良美
- 調整：倉光恵一
- 演出：青木正俊

シーズン2
- スタジオ：Iyuno Japan
- 翻訳：井元智晶（1話・2話・4話・5話・8話）、千葉真美（3話・6話・7話）
- 演出：羽田野千賀子
- 調整：金璼洙
- 録音：寺本まどか
- 制作進行：田中洋平

シーズン3
- スタジオ：グロービジョン株式会社
- 翻訳：小尾恵理
- 演出：羽田野千賀子
- 調整：村田涼
- 録音：原田風花
- 制作進行：齋藤学

## 各話リスト
| 話数      | 邦題                 | 英題                    |
| シーズン1 | シーズン1            | シーズン1               |
| --------- | -------------------- | ----------------------- |
| 第1話     | 戦いへの誘い         | A Call to Arms          |
| 第2話     | 過去は序章           | Past is Prologue        |
| 第3話     | 襲撃                 | The Raid                |
| 第4話     | 怪物誕生             | A Monster is Born       |
| 第5話     | 脱出か死か           | Escape or Die           |
| 第6話     | オリンポスへ         | Back to Olympus         |
| 第7話     | 死者の地             | The Fields of the Dead  |
| 第8話     | オリンポスを守る戦い | War for Olympus         |
| シーズン2 |                      |                         |
| 第1話     | 影の暗躍             | A Shadow Emerges        |
| 第2話     | 正邪の天秤           | Weights & Measures      |
| 第3話     | 冬の誕生             | Winter is Born          |
| 第4話     | 弔いの競技会         | Funeral Games           |
| 第5話     | 裁きの日             | Judgement Day           |
| 第6話     | 運命の交差           | Crossing Paths          |
| 第7話     | 秘密の領域           | The Hidden Realm        |
| 第8話     | 3つの挑戦            | The Three Trials        |
| シーズン3 |                      |                         |
| 第1話     | 最期の一息           | A Breath Before Dying   |
| 第2話     | ハデスの選択         | Hades' Choice           |
| 第3話     | ヘレボルス           | Hellebore               |
| 第4話     | 共に歩む旅路         | Brothers' Journey       |
| 第5話     | マイナデスの首       | The Head of the Maenads |
| 第6話     | 風の塔               | The Tower of the Winds  |
| 第7話     | 死者の国             | Land of the Dead        |
| 第8話     | 最強戦士の対決       | A Champion's Challenge  |